# Houten been

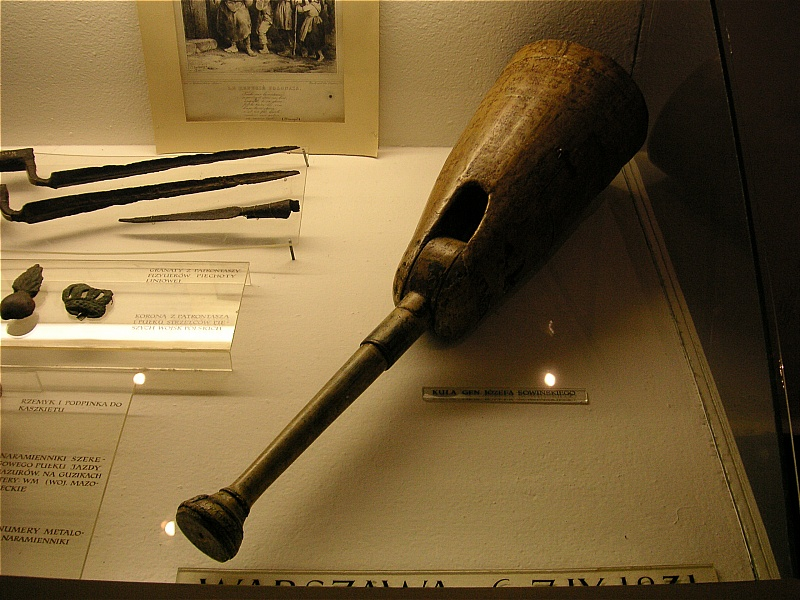
Houten been van generaal Józef Sowiński

Een houten been is een (primitieve) vorm van een beenprothese, of meer specifiek een kunstbeen. Het bestaat uit een uit hout gesneden steun die aan de stomp van een (deels) ontbrekend been kan worden bevestigd.
Het houten been wordt vandaag de dag vooral geassocieerd met piraten. Hoewel houten benen tegenwoordig zijn vervangen door moderne protheses, hebben sommige sportprotheses nog altijd dezelfde vorm.

## Beroemde mensen met een houten been

### Historische figuren
- François Le Clerc (~1554), kaper
- Cornelis Jol, (1597–1641), kaper en admiraal van de West-Indische Compagnie
- Peter Stuyvesant (1612–1672), Nederlands directeur-generaal van Nieuw Amsterdam
- Clayton Bates (Peg Leg Bates) (1907–1998), danser
- Blas de Lezo (1687–1741), Spaans admiraal
- Gouverneur Morris (1752–1816), Amerikaans politicus
- Józef Sowiński (1777–1831), Poolse 19e-eeuwse generaal
- Thomas L. Smith (1801–1866), Amerikaans goudzoeker
- Robert McAlpin Williamson (1804? – 22 december, 1859), Amerikaans lid van de Supreme Court Justice
- Peg Leg Sam (Arthur Jackson) (1911–1977) Amerikaans bluesmuzikant
- Dennis Collins, Brits zeiler[3]

### Fictief
- Boris Boef, in zijn originele versie uit de jaren 30.
- Kapitein Ahab, de antagonist uit Moby Dick.
- Dwaaloog Dolleman, een personage uit Harry Potter.
- Kapitein Hector Barbossa in de film Pirates of the Caribbean: On Stranger Tides.
- Long John Silver in sommige bewerkingen van het boek Schateiland (maar niet in het boek zelf)
- Driepoot, een personage uit de strip Roodbaard. Zijn houten benen bevatten echter vaak verborgen wapens en hulpmiddelen, zoals een geweer.
- Corporal Clegg, personage uit een lied van Pink Floyd.